# Veer Singh
Veer Singh (Fiyi, 28 de mayo de 1987) es un árbitro fiyiano que actualmente fue convocado para la Copa de las Naciones de la OFC 2024.

## Trayectoria[2]

### Torneos de clubes
Ha participado en los siguientes torneos de clubes:
- Fiji Premier League

- OFC Champions League

### Torneos de selecciones
Ha participado en los siguientes torneos de selecciones internacionales:
- Copa de las Naciones de la OFC 2024
- Torneo Preolímpico de la OFC de 2023
- Campeonato Sub-17 de la OFC 2023
- Campeonato Sub-20 de la OFC 2022
- Copa Mundial de Fútbol Sub-20 de 2023